# Özlem Kaya
Özlem Kaya (Göle, 20 aprile 1990) è una mezzofondista e siepista turca.

## Palmarès
| Anno | Manifestazione          | Sede           | Evento       | Risultato | Prestazione | Note                                     |
| ---- | ----------------------- | -------------- | ------------ | --------- | ----------- | ---------------------------------------- |
| 2011 | Europei under 23        | Ostrava        | 3000 m siepi | 11ª       | 10'12"05    |                                          |
| 2012 | Europei                 | Helsinki       | 3000 m siepi | Batteria  | 10'11"69    |                                          |
| 2012 | Giochi olimpici         | Londra         | 3000 m siepi | Batteria  | 10'03"52    |                                          |
| 2014 | Europei                 | Zurigo         | 3000 m siepi | 14ª       | 10'06"68    |                                          |
| 2015 | Europei indoor          | Praga          | 3000 m piani | Batteria  | 9'14"35     |                                          |
| 2015 | Universiadi             | Gwangju        | 3000 m siepi | Bronzo    | 9'37"79     |                                          |
| 2015 | Mondiali                | Pechino        | 3000 m siepi | 13ª       | 9'34"66     |                                          |
| 2016 | Europei                 | Amsterdam      | 3000 m siepi | Bronzo    | 9'35"05     | Miglior prestazione personale stagionale |
| 2016 | Giochi olimpici         | Rio de Janeiro | 3000 m siepi | Batteria  | 9'32"03     | Miglior prestazione personale stagionale |
| 2017 | Europei indoor          | Belgrado       | 1500 m piani | Batteria  | 4'20"37     |                                          |
| 2017 | Mondiali                | Londra         | 3000 m siepi | Batteria  | 9'37"06     |                                          |
| 2017 | Universiadi             | Taipei         | 3000 m siepi | Bronzo    | 9'37"79     |                                          |
| 2018 | Giochi del Mediterraneo | Tarragona      | 3000 m siepi | 5ª        | 9'39"43     | Miglior prestazione personale stagionale |
| 2018 | Europei                 | Berlino        | 3000 m siepi | Batteria  | 9'50"80     |                                          |
| 2019 | Europei indoor          | Glasgow        | 1500 m piani | Batteria  | 4'29"58     |                                          |
| 2019 | Mondiali                | Doha           | 3000 m siepi | Batteria  | 9'48"08     |                                          |